# Czarny szlak turystyczny Starachowice – Michałów
 Czarny szlak turystyczny Starachowice – Michałów – szlak turystyczny na terenie Gór Świętokrzyskich.

## Przebieg szlaku
| Odległość | Atrakcje                                                 | Punkt        | Skrzyżowania szlaków |
| --------- | -------------------------------------------------------- | ------------ | -------------------- |
| 0,0 km    | zabytek · zabytek techniki · kościół · cmentarz żydowski | Starachowice |                      |
| 3,0 km    | zabytek techniki                                         | Michałów     |                      |

## Galeria

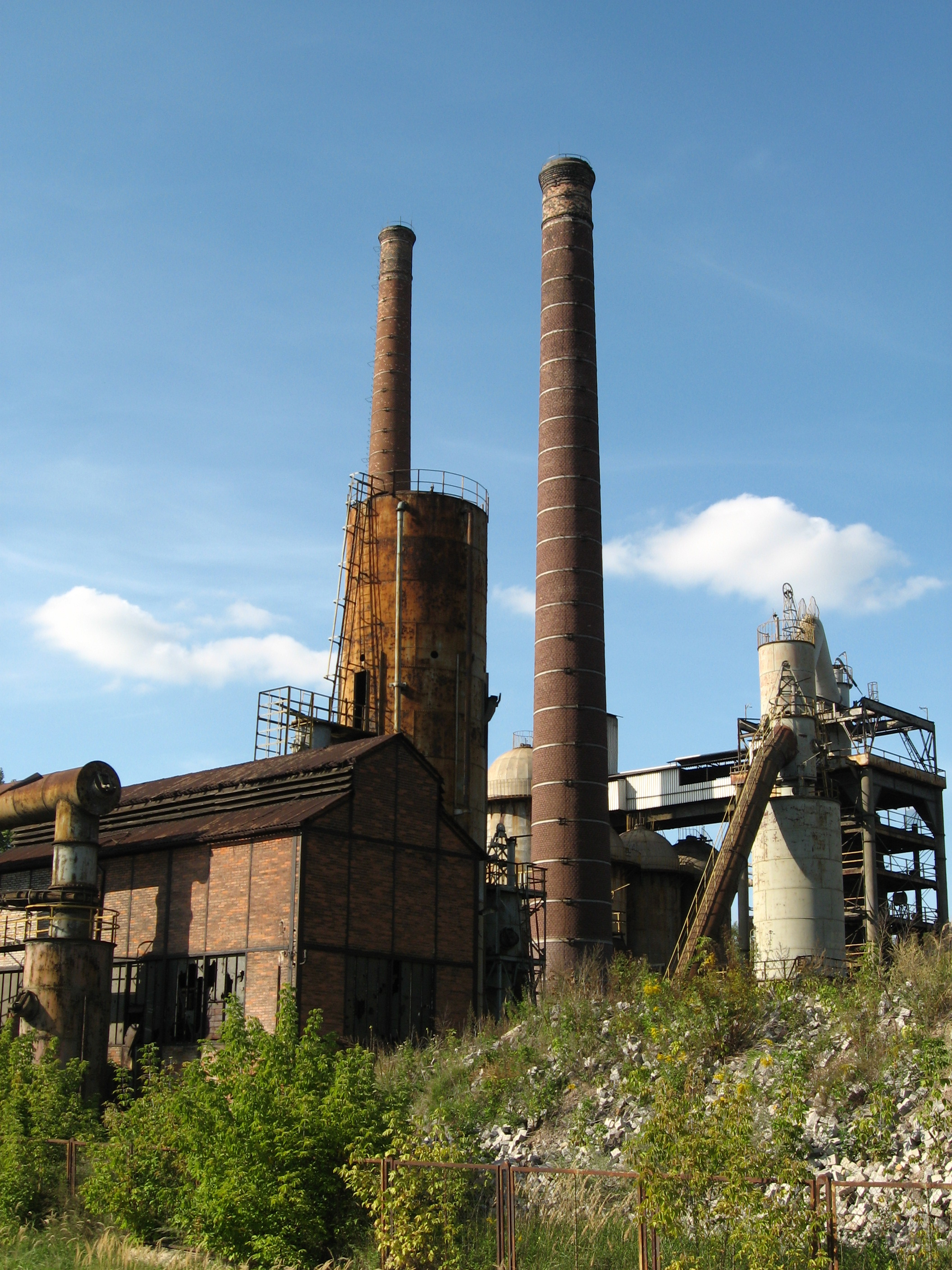
Wielki piec w Starachowicach
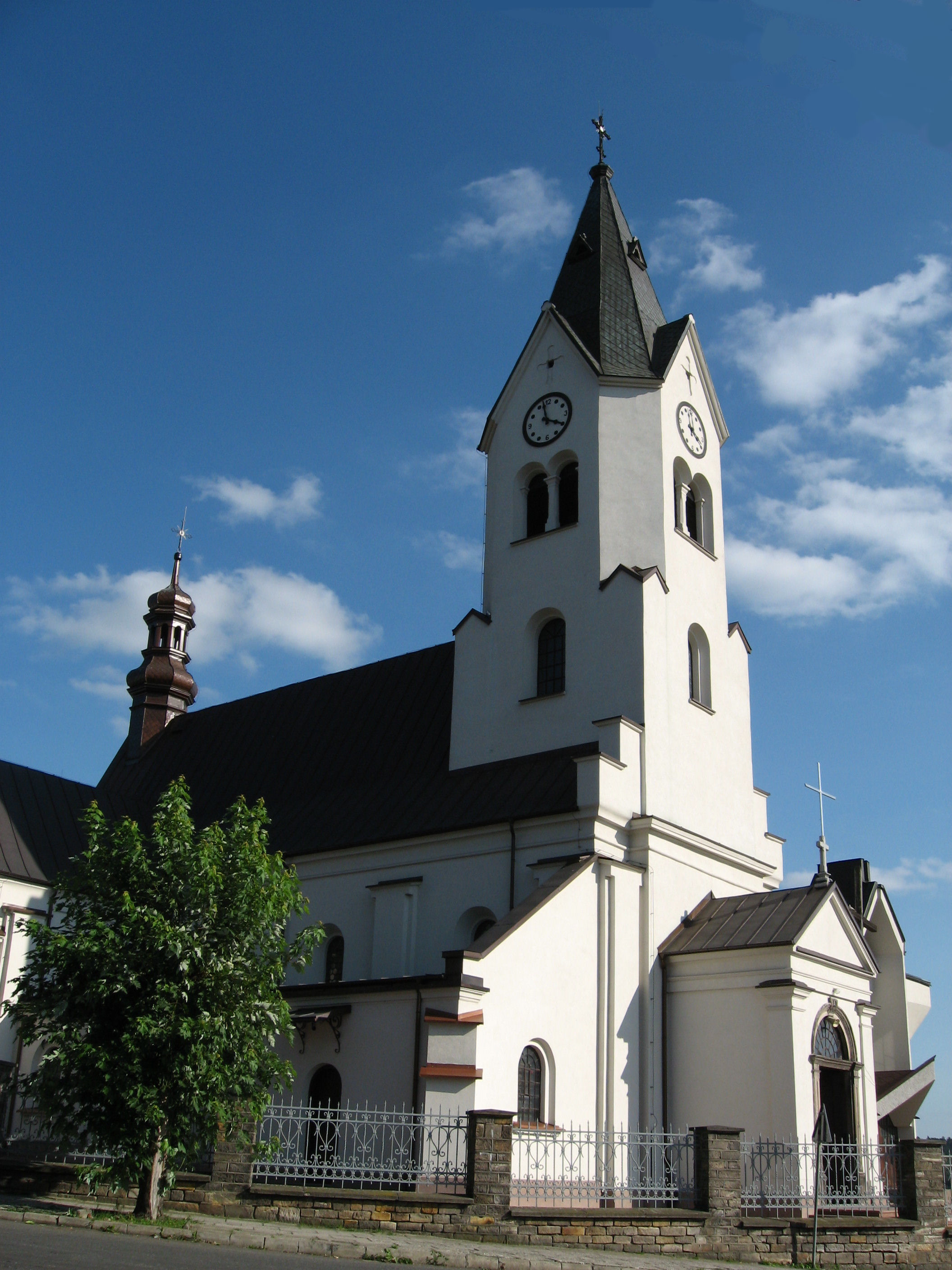
Kościół pw. Świętej Trójcy w Starachowicach